# Pareja de Tres
Pareja de tres o Pareja de tr3s fue un grupo musical español compuesto por tres jóvenes hermanos de Sevilla: Sergio, Raimundo (gemelos) y Javier Palma.

## Integrantes
Sergio, estudiante de Psicología. Raimundo, de Ciencias empresariales y Javier, de Derecho, componían sus propias canciones y fueron producidos por Pablo Pinilla.

## Primer disco
Iniciaron su andadura de manos de Discos Senador y lanzaron su primer disco en 1997 con estilo pop. Su primer sencillo, titulado "Sin ti", ocupó varias semanas la lista de Los 40 Principales. Llegaron a ser promovidos en la gira Super 1 de Los 40 principales, que recorrió toda España junto a otros grupos promesa, como "Brothers 2 Brothers", "Rebeca", "Providence", "Edu", "David DeMaría" y algunos más, y actuaron en escenarios tan importantes como el Palau Sant Jordi de Barcelona, junto a Mark Owen, de "Take That".

## Término
La falta de apoyo y de publicidad por parte de su sello discográfico hizo que al año siguiente, tras algunas apariciones televisivas y varios conciertos, decidieran cancelar el contrato.
- Datos: Q6061658